# أحمد مومن زاده
أحمد مومن زاده (بالفارسية: احمد مؤمن‌زاده) هو لاعب كرة قدم إيراني. حضر احمد مومن زاده خلال مسيرته الرياضية في عدة فرق ومنها فريق داماش إيرانيان لكرة القدم الإيراني.